# IC 1628
IC 1628 је елиптична галаксија у сазвјежђу Вајар која се налази на листи објеката дубоког неба у Индекс каталогу.
Деклинација објекта је - 28° 34' 56" а ректасцензија 1h 8m 47,5s. Привидна величина (магнитуда) објекта IC 1628 износи 12,5 а фотографска магнитуда 13,5. IC 1628 је још познат и под ознакама ESO 412-7, MCG -5-3-27, AM 0106-285, PGC 4075.